# 達維德·吉奧托
達維德·吉奧托（義大利語：Davide Ghiotto，1993年12月3日—），義大利速度滑冰運動員，他代表義大利隊參加了中國舉行的2022年冬季奧林匹克運動會，並且在男子10000米比賽上獲得銅牌。